# Torneo Nacional de Roller derby 2013 (Colombia)
El Torneo Nacional de Roller derby 2013 fue la segunda edición de esta competencia, del deporte urbano roller derby. Comenzó a disputarse el 31 de mayo y finalizó el 3 de junio, en la ciudad de Medellín en el Coliseo Carlos Mauro Hoyos.

## Equipos
- Freaky Dolls
- Bone Breakers
- Combativas Revoltosas
- Rock'n Roller Queens
- Queens (Rock'n Roller Queens)
- Guarichas
- Caníbales
- Valkyrias
- Cheetaras
- Makiabellas
- Pink Sucks
- Ibahell
- Titanias

## Fase de grupos

### Grupo A
| Equipo               | PJ | PG | PP | PF  | PC  | Dif  |
| -------------------- | -- | -- | -- | --- | --- | ---- |
| Rock'n Roller Queens | 2  | 2  | 0  | 631 | 116 | +515 |
| Cheetaras            | 2  | 1  | 1  | 249 | 408 | -159 |
| Makiabellas          | 2  | 0  | 2  | 200 | 556 | -356 |

| 31 de mayo de 2013 | Rock'n Roller Queens | 263 - 61 | Cheetaras |  |  |

| 1 de junio de 2013 | Cheetaras | 188 - 145 | Makiabellas |  |  |

| 1 de junio de 2013 | Makiabellas | 55 - 368 | Rock'n Roller Queens |  |  |

### Grupo B
| Equipo        | PJ | PG | PP | PF  | PC  | Dif  |
| ------------- | -- | -- | -- | --- | --- | ---- |
| Bone Breakers | 2  | 2  | 0  | 531 | 132 | +399 |
| Queens        | 2  | 1  | 1  | 244 | 333 | -89  |
| Titanias      | 2  | 0  | 2  | 168 | 478 | -310 |

| 31 de mayo de 2013 | Bone Breakers | 337 - 29 | Titanias |  |  |

| 1 de junio de 2013 | Titanias | 139 - 141 | Queens |  |  |

| 1 de junio de 2013 | Queens | 103 - 194 | Bone Breakers |  |  |

### Grupo C
| Equipo     | PJ | PG | PP | PF  | PC  | Dif  |
| ---------- | -- | -- | -- | --- | --- | ---- |
| Combativas | 2  | 2  | 0  | 682 | 103 | +579 |
| Pink Sucks | 2  | 1  | 1  | 414 | 261 | +153 |
| Ibahell    | 2  | 0  | 2  | 84  | 816 | -732 |

| 31 de mayo de 2013 | Combativas | 208 - 72 | Pink Sucks |  |  |

| 1 de junio de 2013 | Pink Sucks | 342 - 53 | Ibahell |  |  |

| 1 de junio de 2013 | Ibahell | 31 - 474 | Combativas |  |  |

### Grupo D
| Equipo       | PJ | PG | PP | PF  | PC  | Dif  |
| ------------ | -- | -- | -- | --- | --- | ---- |
| Caníbales    | 2  | 2  | 0  | 450 | 277 | +173 |
| Freaky Dolls | 2  | 1  | 1  | 418 | 299 | +119 |
| Valkyrias    | 2  | 1  | 1  | 335 | 338 | -3   |
| Guarichas    | 2  | 0  | 2  | 241 | 530 | -289 |

| 31 de mayo de 2013 | Valkyrias | 167 - 206 | Caníbales |  |  |

| 31 de mayo de 2013 | Guarichas | 131 - 286 | Freaky Dolls |  |  |

| 31 de mayo de 2013 | Valkyrias | 168 - 132 | Freaky Dolls |  |  |

| 1 de junio de 2013 | Guarichas | 110 - 244 | Caníbales |  |  |

## Fase final
|  | Cuartos de final     | Cuartos de final |                      |            | Semifinales | Semifinales |           |                      | Final        | Final |  |
|  |                      |                  |                      |            |             |             |           |                      |              |       |  |
|  |                      |                  |                      |            |             |             |           |                      |              |       |  |
|  | Rock'n Roller Queens | 305              |                      |            |             |             |           |                      |              |       |  |
|  | Rock'n Roller Queens | 305              |                      |            |             |             |           |                      |              |       |  |
|  | Freaky Dolls         | 120              |                      |            |             |             |           |                      |              |       |  |
|  | Freaky Dolls         | 120              | Rock'n Roller Queens |            |             |             |           |                      |              |       |  |
|  |                      |                  |                      |            |             |             |           |                      |              |       |  |
|  |                      |                  | Cheetaras            | W          |             |             |           |                      |              |       |  |
|  | Caníbales            | 168              | Cheetaras            | W          |             |             |           |                      |              |       |  |
|  | Caníbales            | 168              |                      |            |             |             |           |                      |              |       |  |
|  | Cheetaras            | 226              |                      |            |             |             |           |                      |              |       |  |
|  | Cheetaras            | 226              |                      |            |             |             |           | Rock'n Roller Queens | 233          |       |  |
|  |                      |                  |                      |            |             |             |           | Rock'n Roller Queens | 233          |       |  |
|  |                      |                  | Bone Breakers        | 108        |             |             |           |                      |              |       |  |
|  | Combativas           | 189              | Bone Breakers        | 108        |             |             |           |                      |              |       |  |
|  | Combativas           | 189              |                      |            |             |             |           |                      |              |       |  |
|  | Queens               | 137              |                      |            |             |             |           |                      |              |       |  |
|  | Queens               | 137              |                      | Combativas | 86          |             |           | Tercer lugar         | Tercer lugar |       |  |
|  |                      |                  |                      | Combativas | 86          |             |           | Tercer lugar         | Tercer lugar |       |  |
|  |                      |                  | Bone Breakers        | 177        |             |             |           |                      |              |       |  |
|  | Bone Breakers        | 239              | Bone Breakers        | 177        |             |             | Cheetaras | 102                  |              |       |  |
|  | Bone Breakers        | 239              |                      |            |             |             | Cheetaras | 102                  |              |       |  |
|  | Pink Sucks           | 66               |                      |            |             |             |           |                      | Combativas   | 218   |  |
|  | Pink Sucks           | 66               |                      |            |             |             |           |                      | Combativas   | 218   |  |
|  |                      |                  |                      |            |             |             |           |                      |              |       |  |

### Cuartos de final
| 2 de junio de 2013 | Rock'n Roller Queens | 305 - 120 | Freaky Dolls |  |  |

| 2 de junio de 2013 | Caníbales | 168 - 226 | Cheetaras |  |  |

| 2 de junio de 2013 | Bone Breakers | 239 - 66 | Pink Sucks |  |  |

| 2 de junio de 2013 | Combativas | 189 - 137 | Queens |  |  |

### Semifinales
| 2 de junio de 2013 | Rock'n Roller Queens | - | Cheetaras |  |  |

| 2 de junio de 2013 | Combativas | 86 - 177 | Bone Breakers |  |  |

### Tercer puesto
| 3 de junio de 2013 | Cheetaras | 102 - 218 | Combativas |  |  |

### Final
| 3 de junio de 2013 | Rock'n Roller Queens | 233 - 108 | Bone Breakers |  |  |